# Roy Beggs
John Robert "Roy" Beggs, född 20 februari 1936, är en brittisk politiker inom Ulster Unionist Party. Han representerade valkretsen East Antrim i underhuset från 1983 till 2005, då han förlorade mot Democratic Unionist Partys kandidat Sammy Wilson.